# Diglutamato de calcio
El diglutamato de calcio (denominado también Di-L-glutamato de monocalcio o Glutamato de calcio) es una sal ácida del ácido glutámico. De fórmula C10H16CaN2O8 x H2O (x=0,1,2 o 4) posee un código: E-623. Se suele emplear en la industria alimentaria como un potenciador del sabor. 

## Uso
Se suele emplear como substituto del glutamato monosódico con bajo contenido de sodio. Se suele emplear en la elaboración de platos preparados como son las sopas Instantáneas. Como una fuente soluble de iones de calcio, suele emplearse este producto químico como una ayuda de primeros auxilios en el tratamiento ante la exposición del ácido fluorhídrico.